# 摩托車檢測技術研究所
摩托車檢測技術研究所（英語：China National Motorcycle Testing Center），中國兵器裝備集團旗下公司，总部位于中国陝西西安市，是在1981年成立，主要从事摩托车和轻便摩托车、摩托车和轻便摩托车发动机、零部件、助力车及助力车发动机、通用汽油机等产品的排气污染物（工况法、怠速法）、头盔产品、电子产品EMC等项目的检测。
現任董事長及所長段保民。